# Психоактивні речовини
Психоакти́вні речови́ни — загальне поняття, що об'єднує такі категорії, як наркотичні засоби, психотропні речовини, їх аналоги та прекурсори.
Всі психоактивні речовини впливають на роботу головного мозку людини: прискорюють передачу сенсорних сигналів, або перешкоджають нервовим центрам виконувати свої функції. В основі ефектів, обумовлених дією психотропних речовин, — їх вплив на нейромедіатори — речовини, що передають сигнали від одного нейрона до іншого. Наприклад, кокаїн блокує біохімічну «кнопку», що обмежує виділення нейромедіаторів, і їх в організмі з'являється більше норми. Це призводить до ейфорії, надзвичайного припливу енергії, сил, гострих відчуттів. Проте, за тривалого використання кокаїну запаси нейромедіаторів виснажуються, і тоді замість ейфорії з'являється тривога та депресія.
Вживання психоактивних речовин, як правило, викликає формування фізичної або психічної залежності від них. При фізичній залежності запаси нейромедіаторів, що вичерпалися, поповнюються за рахунок вживання наркотиків. Внутрішніми процесами починають управляти речовини, що надходять ззовні, і обійтись без них організм вже не може. У результаті виникає абстинентний (від лат. abstinens — утримують) синдром: людина, яка припинила вживання наркотику, відчуває комплекс неприємних, а іноді й болісних відчуттів, що з часом спричиняють смерть. Подібна залежність тягне за собою також розвиток толерантності: щоб викликати бажаний психотропний ефект, із кожним разом потрібно дедалі більше речовини. Зрештою, наркоман приймає дозу, яку організм не в змозі «перетравити», що, безумовно, спричиняє настання смерті.
Згідно з міжнародним класифікатором хвороб МКХ-10 всі види залежності від психоактивних речовин кодуються в рамках діагностичного модуля F10 F19, що об'єднує «Психічні та поведінкові розлади внаслідок вживання психоактивних речовин».